# La Vineuse
La Vineuse är en kommun i departementet Saône-et-Loire i regionen Bourgogne-Franche-Comté i östra Frankrike. Kommunen ligger i kantonen Cluny som tillhör arrondissementet Mâcon. År 2018 hade La Vineuse 282 invånare.

## Befolkningsutveckling
Antalet invånare i kommunen La Vineuse
| Referens: INSEE |